# 西土城站 (北京市)
西土城站是一个位于中国北京市海淀区花园路街道知春路、西土城路交叉口，属于北京地铁10号线与昌平线的地铁换乘站。西土城车站因位于元大都城垣遗址西北角，以及贯穿小月河两侧的西土城路而得名。

## 位置
西土城站位于海淀区知春路－北土城西路与学院路－西土城路相交的路口的南侧，在学知桥下，10号线车站位于元大都城垣遗址公园北侧，呈东西走向，昌平线车站位于元大都城垣遗址公园北土城沟的南侧，呈南北走向，两线车站呈“T”字形布置。

## 车站设计
10号线西土城站为地下两层岛式车站，昌平线西土城站为地下三层岛式车站。

### 车站楼层
| 地面层                             | 街道； 10号线站厅（C、D出入口） | A-F出入口； C、D出入口在地面层亦为10号线站厅，设有客务中心、自动售票机、进出站闸机 |
| 地下一层 10号线站厅层              | 10号线站厅                      | 客务中心、自动售票机、进出站闸机                                                   |
| 地下二层 10号线站台层 昌平线站厅层 |                                 | 10号线外环（知春路）                                                               |
| 地下二层 10号线站台层 昌平线站厅层 | 岛式站台，左側開门              |                                                                                    |
| 地下二层 10号线站台层 昌平线站厅层 | 10号线内环（牡丹园）            |                                                                                    |
| 地下二层 10号线站台层 昌平线站厅层 | 昌平线站厅                      | 客务中心、自动售票机、进出站闸机                                                   |
| 地下三层 昌平线设备层              | 设备层                          | 车站设备                                                                           |
| 地下四层 昌平线站台层              |                                 | 昌平线往昌平西山口（学院桥）                                                       |
| 地下四层 昌平线站台层              | 岛式站台，左側開门              |                                                                                    |
| 地下四层 昌平线站台层              | 昌平线 往蓟门桥（终点站）       |                                                                                    |

### 站厅
10号线西土城站为了绕开路口南北向地下管线采用分离式站厅，车站东西两端为三跨框架结构采用明挖施工，中部为单层双联拱结构采用暗挖法通过，这是为了不影响南北向交通及地下管线；10号线两端站厅与昌平线站厅之间通过两条下穿北土城沟的换乘通道相连，且在10号线车站改造阶段，站台与两端站厅之间各自增设了一组楼梯。此外，本站是10号线一期设有公共艺术的10座车站之一。

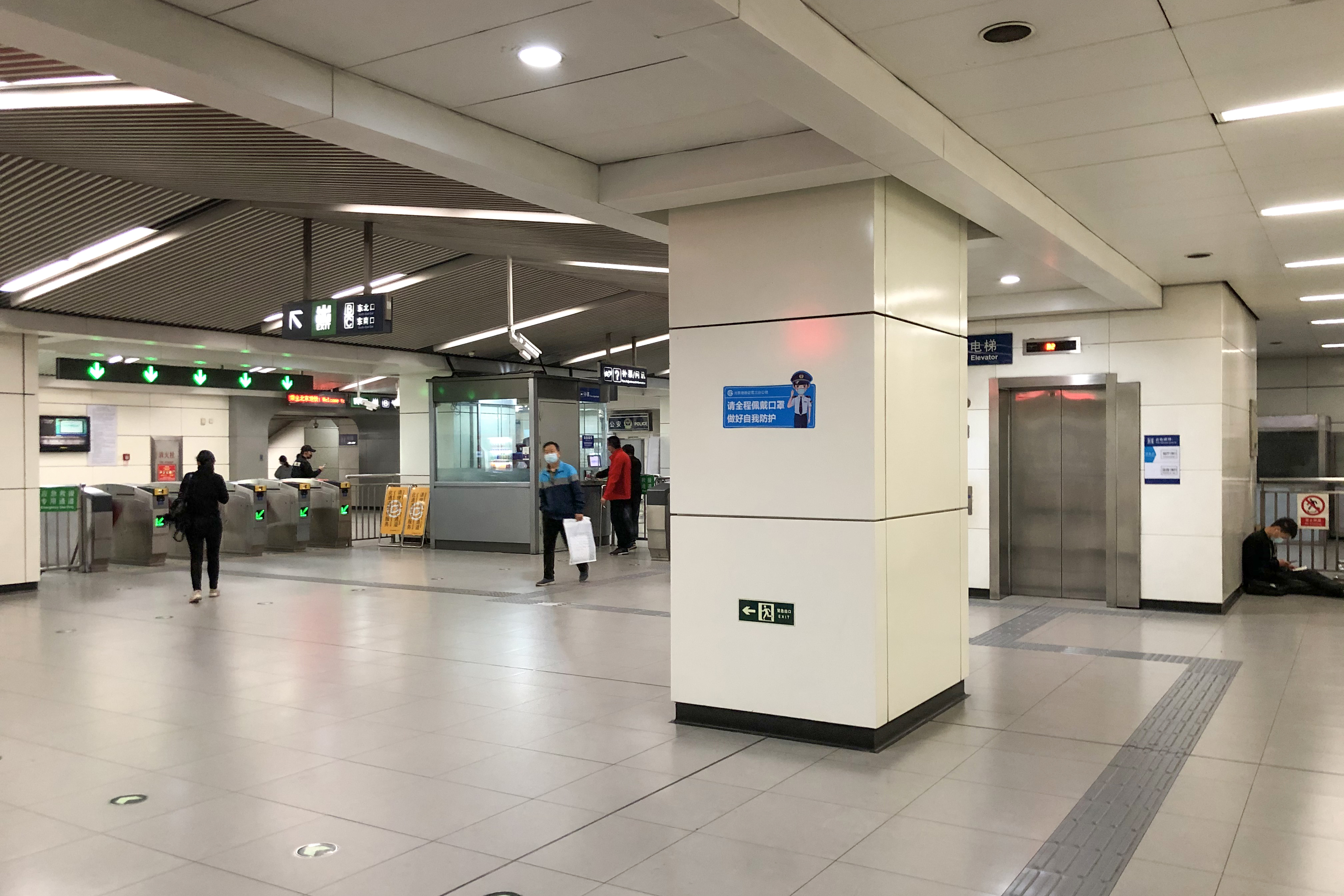
改造前的10号线东站厅（2021年4月摄）
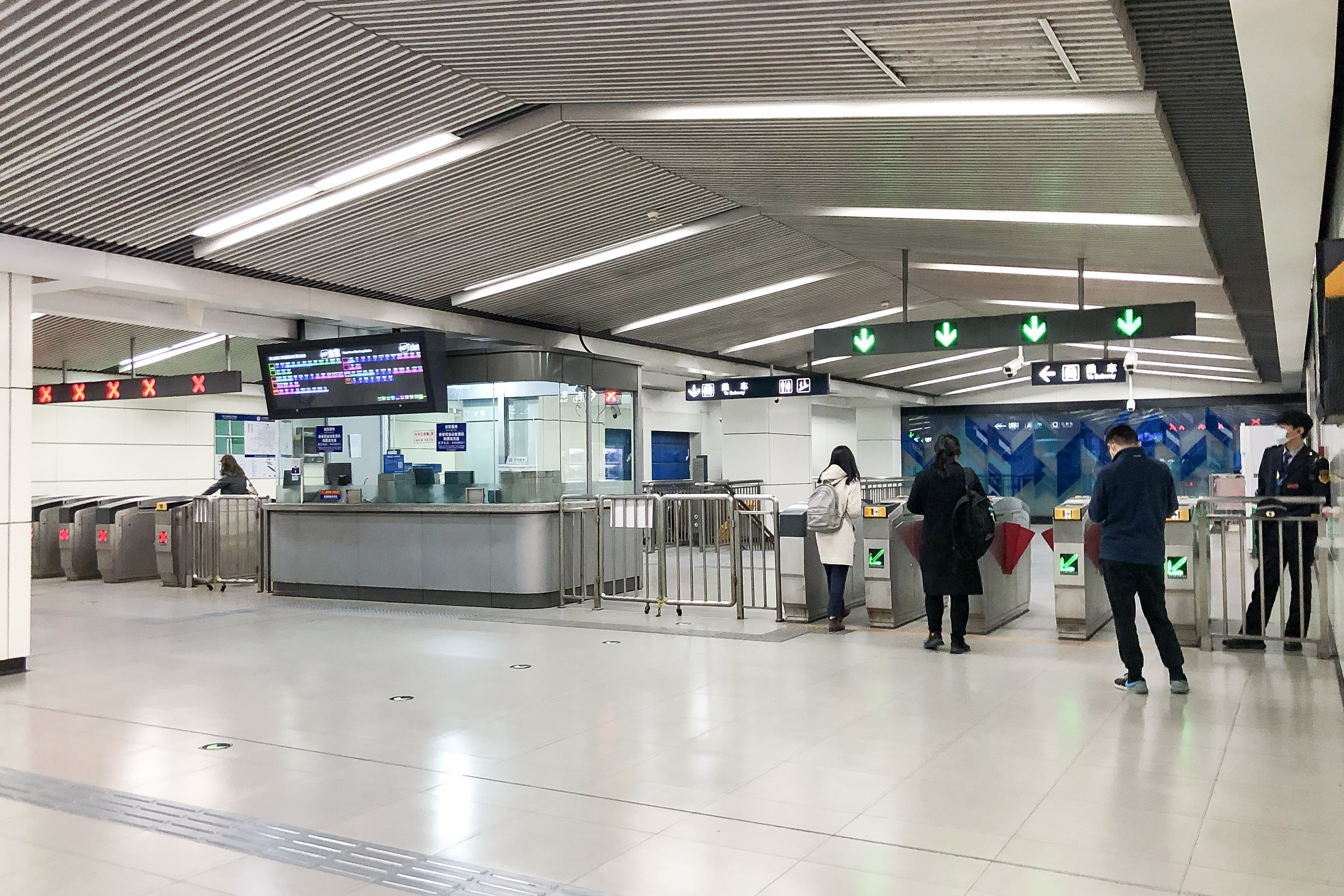
改造前的10号线西站厅（2021年4月摄）
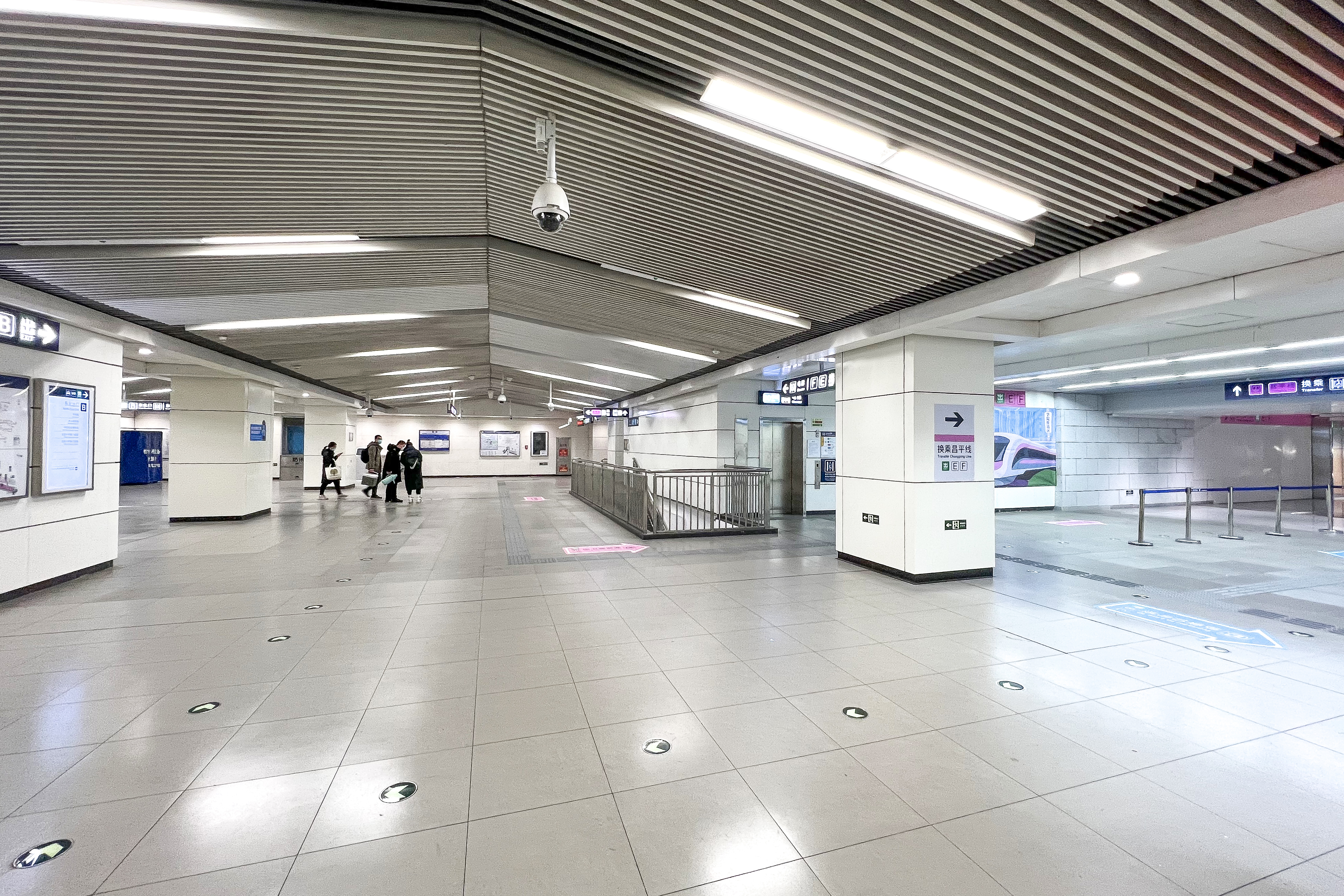
改造后的10号线东站厅（2023年2月摄）
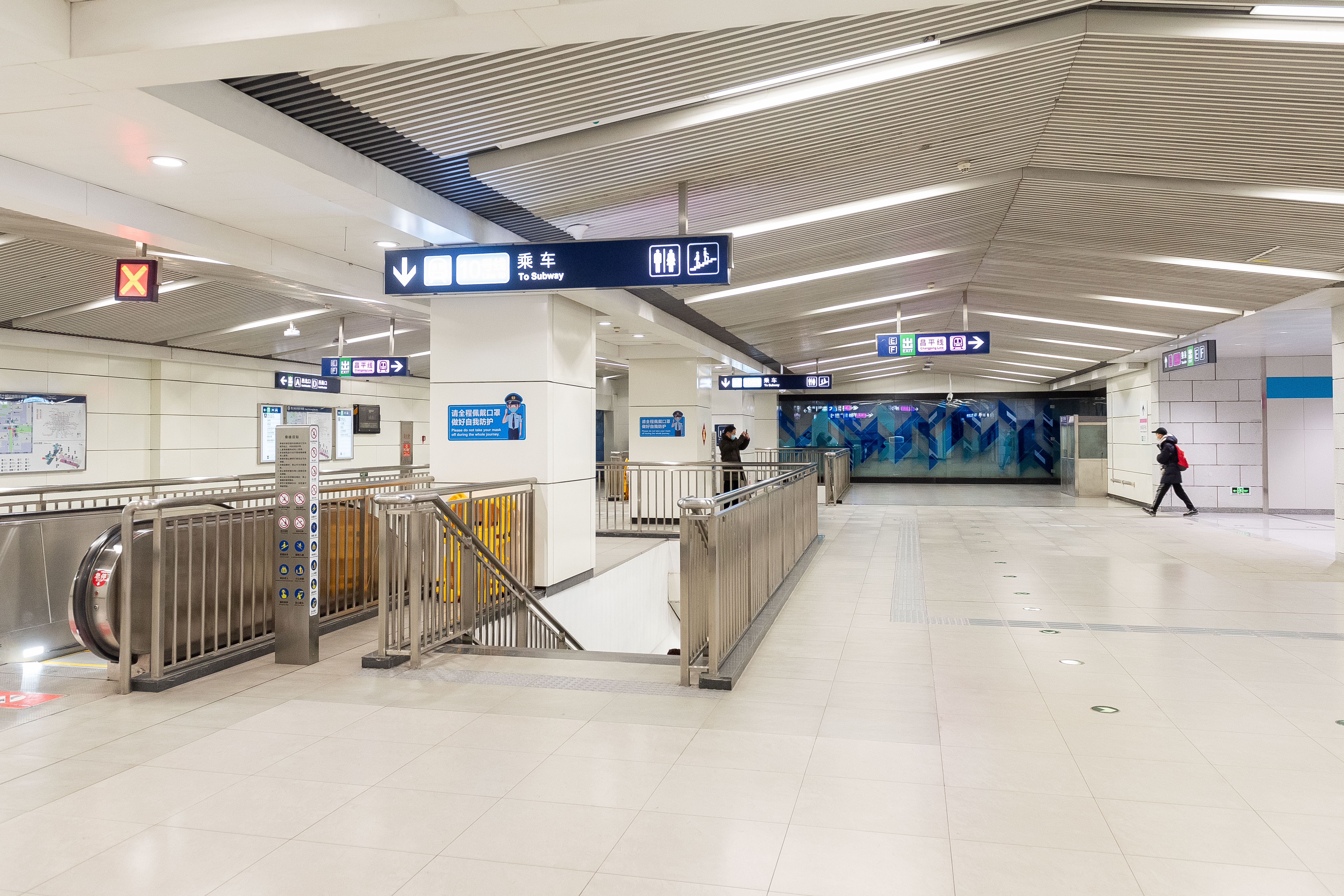
改造后的10号线西站厅（2023年2月摄）
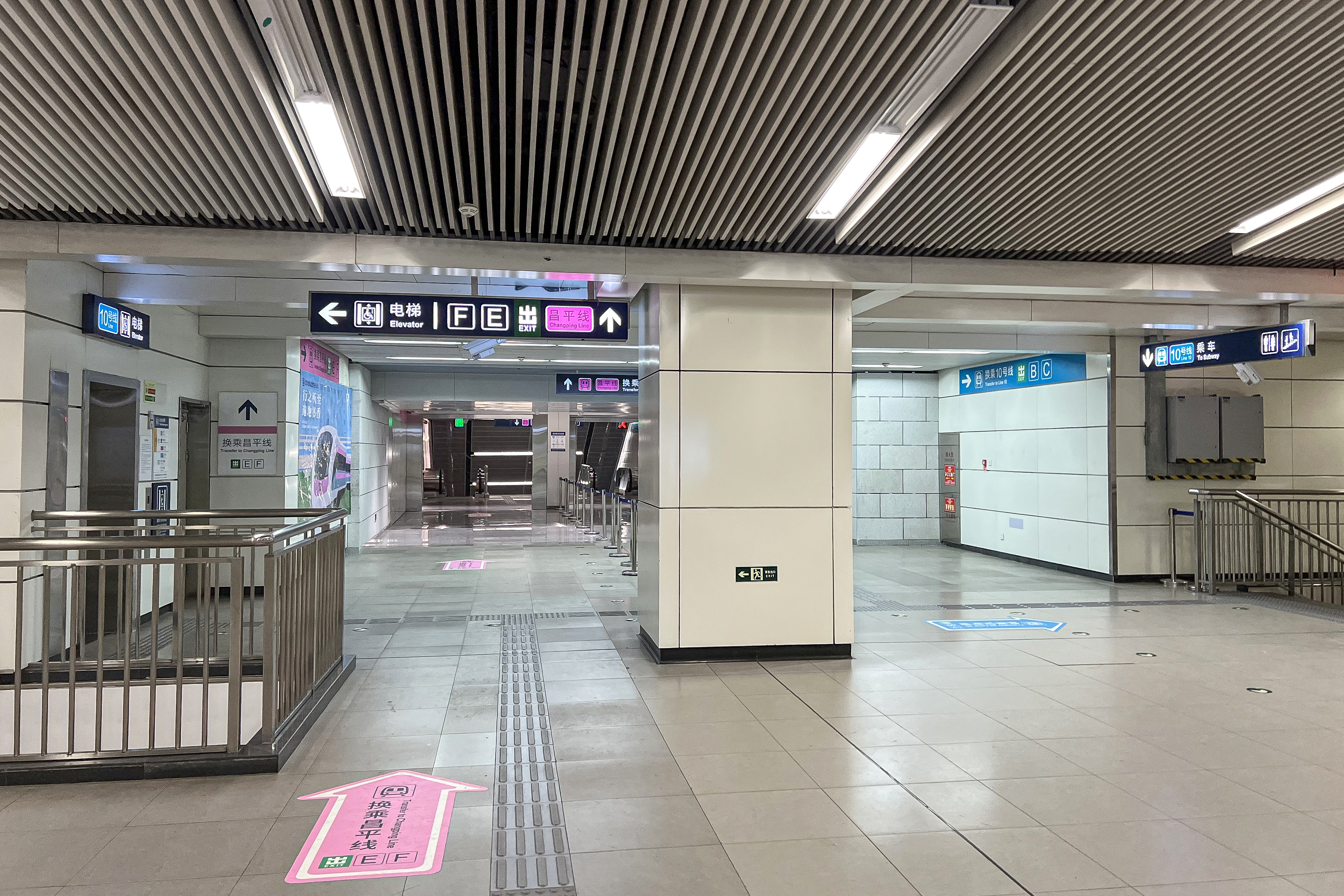
10号线东站厅增建的换乘通道口（2023年2月摄）
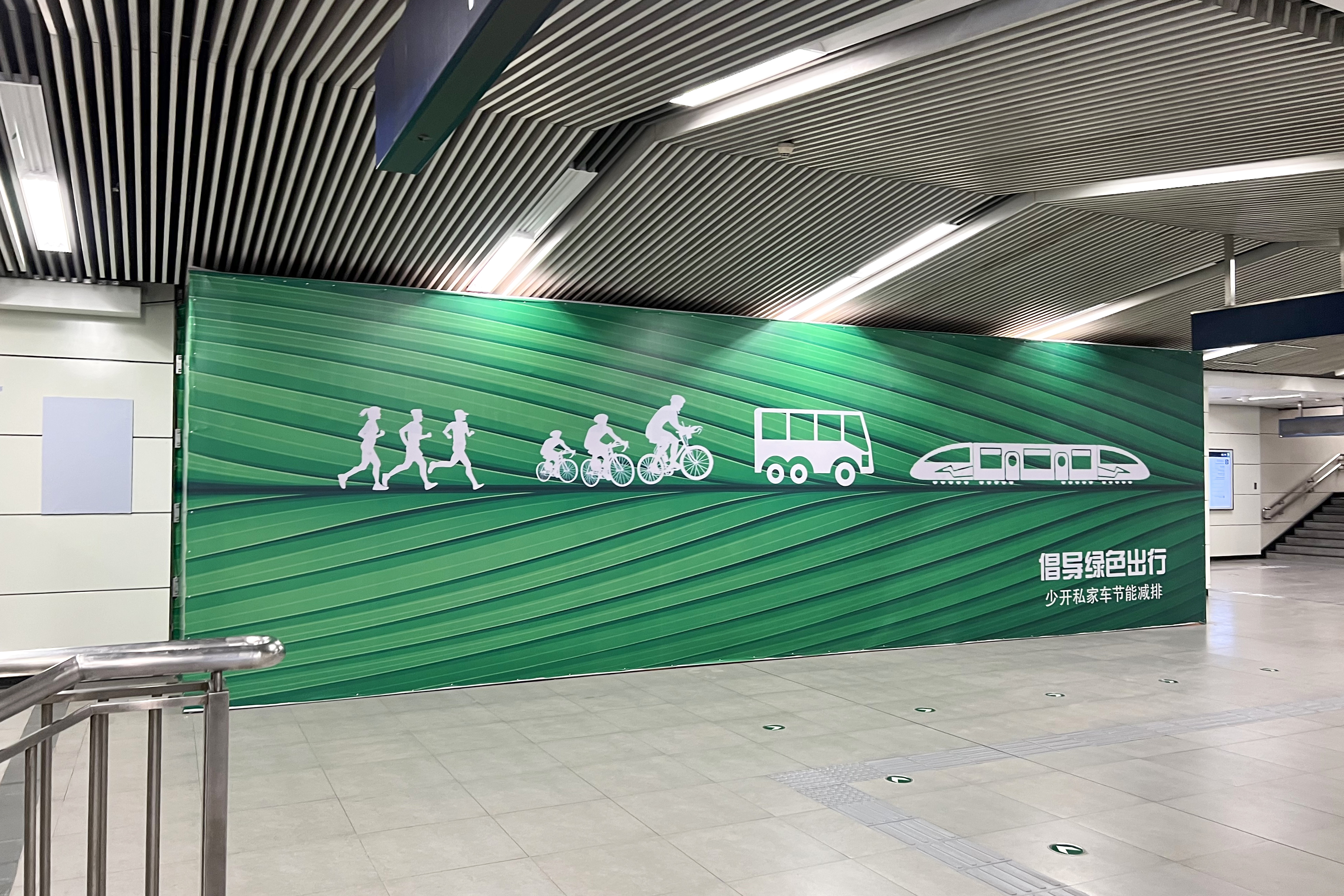
10号线西站厅增建的昌平线换乘通道（2022年3月摄）
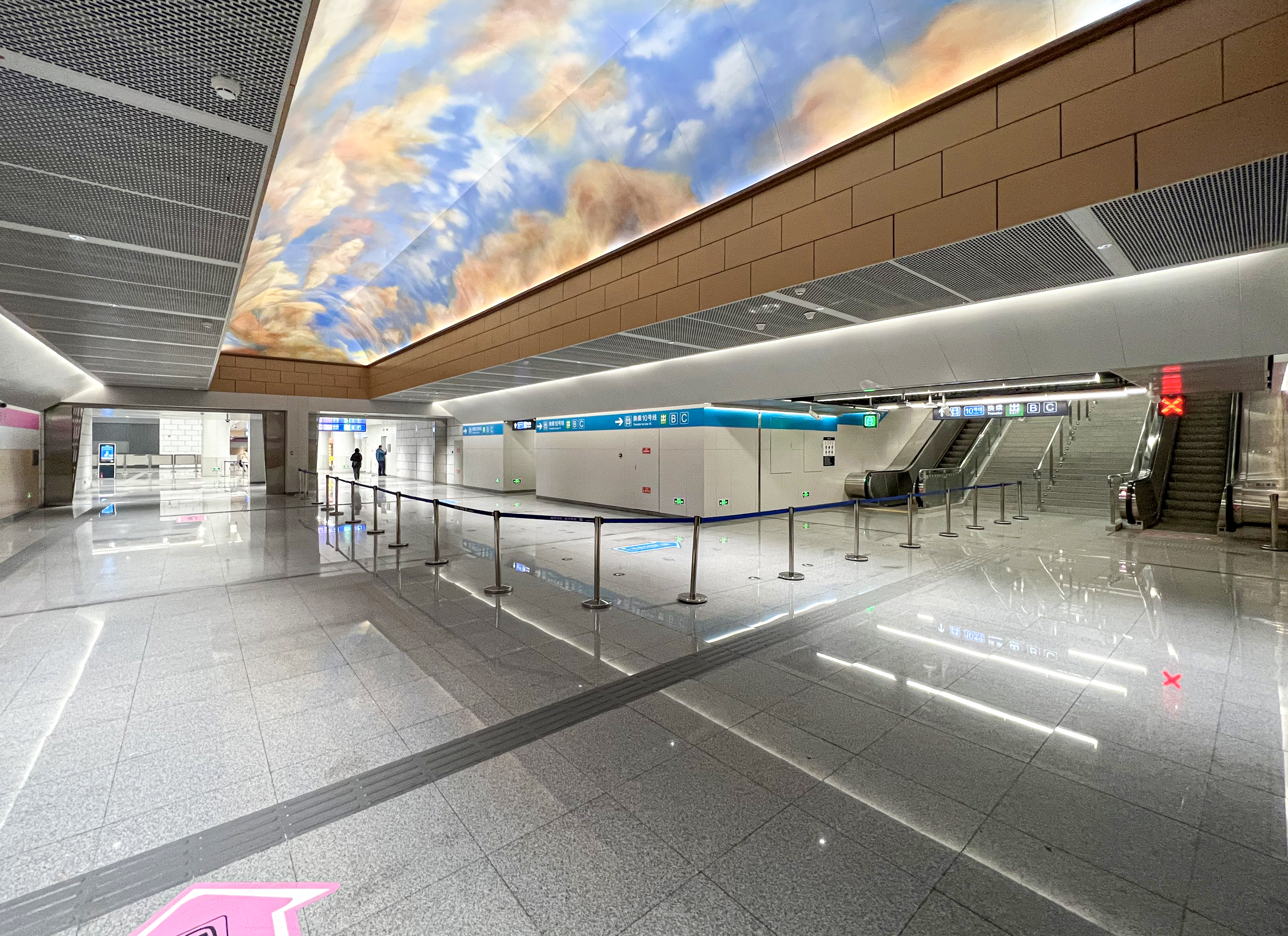
东换乘通道（2023年2月摄）
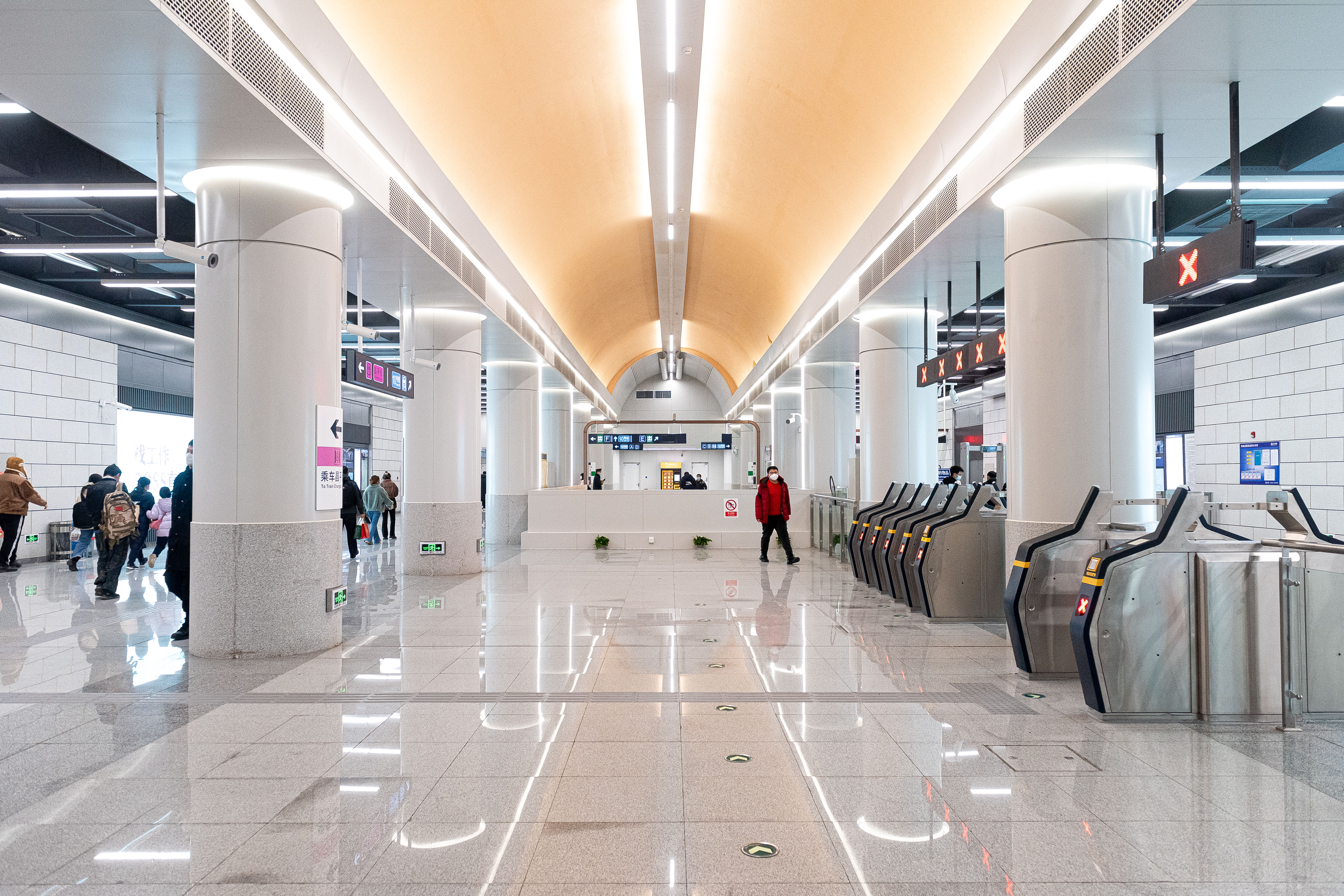
昌平线站厅（2023年2月摄）
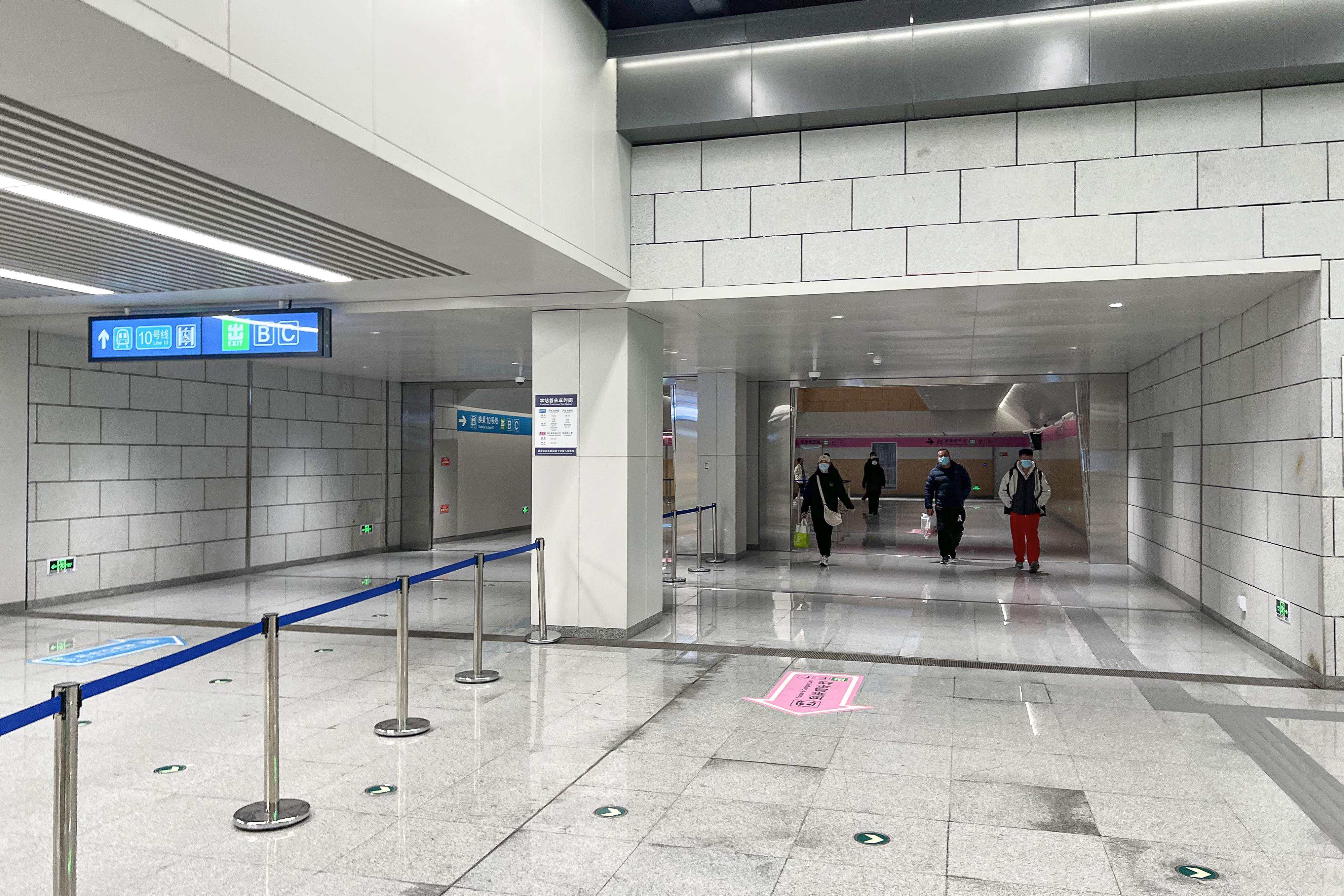
昌平线站厅东北侧的换乘通道口（2023年2月摄）
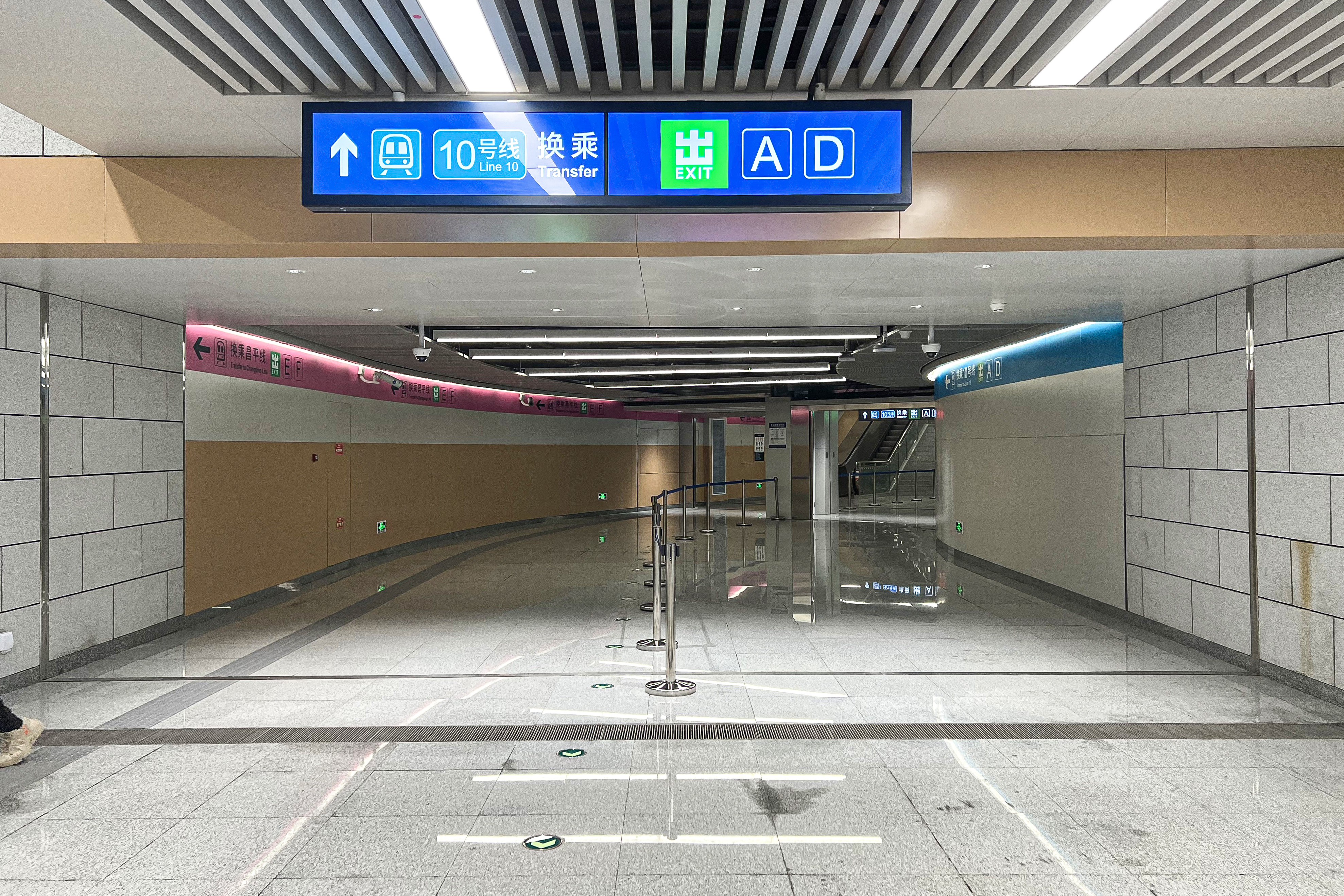
昌平线站厅西北侧的换乘通道口（2023年2月摄）

### 站台

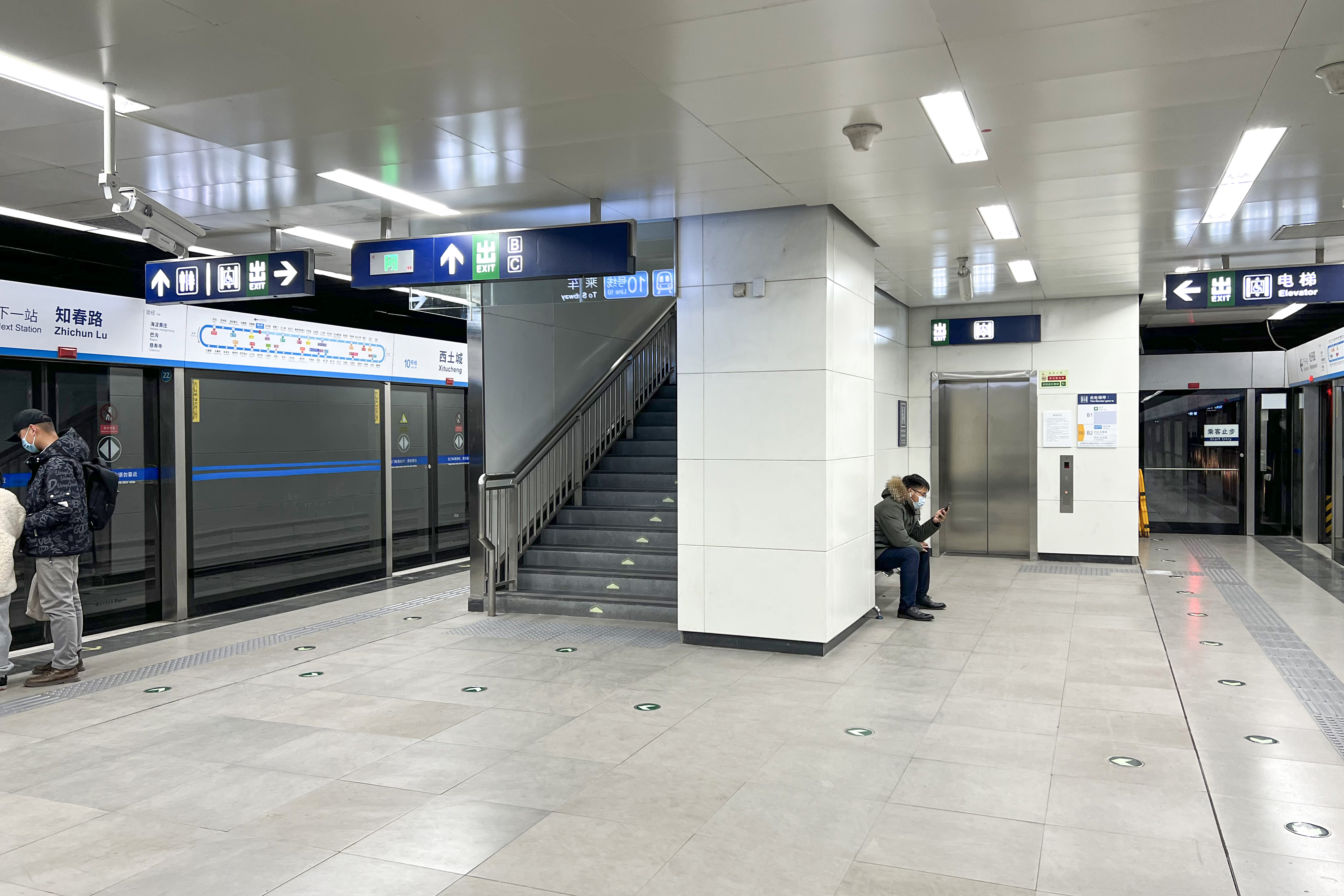
10号线站台东端增建的楼梯

10号线西土城站设有1个岛式站台，位于知春路-北土城西路地底。

### 出入口
10号线西土城站拥有4个出入口：西北口 (A)、东北口 (B)、东南口 (C)、西南口 (D)，分别位于学知桥四角，直梯则位于学知桥东南角，2021年改建时被纳入C口付费区，但在站厅层仍需从B口一端进入。由于换乘改造需要，本站北侧的A口、B口在地下进行扩建，平直部分被改造为地下厅，南侧C口、D口的地面站亭则扩大面积，改造为地面站厅，以容纳原本位于地下站厅的安检和售检票设备。
昌平线西土城站拥有2个出入口：东北口 (E)、东南口 (F)，均位于西土城路东侧，其中E口位于北土城沟南侧且设有直梯（但直梯直至数月后才启用），F口位于健安西路南侧。
|                       |                    |                                                                        |      |                |
|                       |                    |                                                                        |      |                |
| 编号                  | 指示               | 建议前往的目的地                                                       | 照片 | 无障碍设施图片 |
| 连通 10号线站厅       |                    |                                                                        |      |                |
| 出口 · A              | 知春路（北侧）     | 学院路（西侧）、北京航空航天大学                                       |      | 不適用         |
| 出口 · B              | 北土城西路（北侧） | 学院路（东侧）、北京联合大学应用文理学院、大唐电信、北医三院、北医六院 |      | 不適用         |
| 出口 · C · 升降机标志 | 西土城路（东侧）   | 北土城西路（南侧）、北京电影学院、元大都城垣遗址公园                   |      |                |
| 出口 · D              | 西土城路（西侧）   | 知春路（南侧）、中国标准化研究院、锦秋国际大厦                         |      | 不適用         |
| 连通 昌平线站厅       |                    |                                                                        |      |                |
| 出口 · E · 升降机标志 | 西土城路（东侧）   |                                                                        |      |                |
| 出口 · F              | 西土城路（东侧）   | 健安西路（南侧）                                                       |      | 不適用         |
| 註： 設有             |                    |                                                                        |      |                |

### 车站艺术
昌平线车站站厅设有壁画《土城印记》，站厅至站台南北两侧扶梯的楣头墙设有壁画《踏花归去》，换乘通道天花板则装饰有公共艺术《天空遐想》。

## 历史
2008年2月，10号线一期车站的站名确定，本站由学院路站更名为西土城站。同年7月19日，本站随10号线一期启用。
2016年12月发布的昌平线南延段环境影响报告书显示，昌平线计划在该站与10号线换乘。:42021年9月19日，为配合昌平线南延换乘设施改造，西土城站进入封闭改造阶段。原计划于2022年1月11日恢复运营，但最终提前至2022年1月9日恢复运营。
2023年2月2日，北京市交通委员会宣布昌平线南延段将于2023年2月4日开通，本站也随之成为昌平线南端的临时终点站。直至2024年12月15日昌平线剩余段开通后，本站成为了昌平线的中途站。

## 事故
2021年12月26日12时30分，地铁昌平线南延西土城站站厅施工过程中，发生一起吊装竹胶板脱落，砸中施工人员的事故。事故造成1人死亡。